# Marie Bouffa
Marie Rachel Eudoxie Bouffa (Comblain-au-Pont, 19 januari 1882 – Ravensbrück, 1 februari 1945) was een lid van het Belgisch verzet in de Tweede Wereldoorlog.
Marie Bouffa baatte het pension "Ferme de la Chapelle" uit.
Op 15 september 1942 werd Jean Bedy door de leiding van het Geheim Leger naar La Reid gestuurd met de opdracht een lokale verzetsgroep op te zetten. Bouffa was de eerste die lid werd.
Bouffa ving in haar pension tijdelijk verschillende weerstanders en neergeschoten geallieerde piloten op. Vanaf augustus 1942 herbergde ze daarenboven twee jaar lang het ondergedoken zevenkoppig Joods gezin Sluchny uit Antwerpen op. Toen een buurman haar waarschuwde dat de Duitsers onderweg waren voor een huiszoeking werd het gezin tijdelijk ondergebracht in het naburige dorp Queue-du-Bois.
Bouffa hield zich bezig met het verspreiden van illegaal verzetsdrukwerk, het overbrengen van boodschappen en het verbergen van wapens en munitie.
Op 17 februari 1944 werd bij haar thuis een tweede huiszoeking uitgevoerd en werd Bouffa gearresteerd door de Gestapo. Ze werd gedeporteerd naar het concentratiekamp van Ravensbrück waar ze omwille van haar rebelse attitude op 1 februari 1945 werd geëxecuteerd. Het Joodse gezin wist te ontsnappen.
Op 30 juli 2008 verleende het Yad Vashem haar de titel Rechtvaardige onder de Volkeren.